# Championnat de Suisse de hockey sur glace 1955-1956
Saison précédente Saison suivante
La saison 1955-1956 est la 47e saison du championnat de Suisse de hockey sur glace.

## Ligue nationale A

### Classement
| Clt   | Équipe                  | PJ | V  | D  | N | BP  | BC | Diff | Pts |
| ----- | ----------------------- | -- | -- | -- | - | --- | -- | ---- | --- |
| +001, | HC Arosa (T)            | 14 | 10 | 1  | 3 | 112 | 54 | +48  | 23  |
| +002, | HC Davos                | 14 | 9  | 4  | 1 | 69  | 51 | +18  | 19  |
| +003, | HC La Chaux-de-Fonds    | 14 | 6  | 5  | 3 | 70  | 67 | +3   | 15  |
| +004, | Zürcher SC              | 14 | 6  | 6  | 2 | 74  | 73 | +1   | 14  |
| +005, | HC Ambrì-Piotta         | 14 | 6  | 7  | 1 | 68  | 67 | +1   | 13  |
| +006, | Young Sprinters HC      | 14 | 6  | 8  | 0 | 59  | 64 | -5   | 12  |
| +007, | Grasshopper Club Zurich | 14 | 4  | 10 | 0 | 51  | 90 | -39  | 8   |
|       | CP Berne                | 14 | 4  | 10 | 0 | 59  | 96 | -37  | 8   |

- En gras : champion de Suisse
- En italique : en barrage de maintien en LNA

Arosa remporte le 6e titre de son histoire, le 6e consécutivement.

#### Barrage pour le maintien
Il se dispute le 1er mars 1956, à Bâle :
- Grasshopper Club Zurich - CP Berne 5-2

### Barrage de promotion/relégation LNA/LNB
Il se dispute le 4 mars 1956, à Bâle :
- HC Bâle-Rotweiss - CP Berne 10-9 (4-3 ; 4-4 ; 2-2)

Bâle remonte en LNA après l'avoir quitté en 1953, aux dépens de Berne.